# Roland Utbult
Roland David Utbult, född 24 maj 1951 på Öckerö, Göteborgs och Bohus län, är en svensk kristen sångare och politiker.
Utbult är kristdemokrat och var dessförinnan folkpartist 2005–2009. Han är riksdagsledamot sedan 2010, invald för Västra Götalands läns västra valkrets. Han är (2020) kultur- och idrottspolitisk talesperson för Kristdemokraterna.

## Biografi
Som musiker har Utbult bland annat samarbetat med Oslo Gospel Choir, Tomas Ledin, Andraé Crouch, Per-Erik Hallin, Triple & Touch, Gladys del Pilar, Janne Schaffer, Bandmaskinen och Sveriges Radios symfoniorkester. Utbult har medverkat i TV-serien Minns du sången och hans sånger  Om Sommaren och Längtan till havet låg bägge fem veckor på Svensktoppen sommaren 1998 respektive 2003.
Utbult har före sin tid som heltidspolitiker arbetat på Göteborgs räddningsmission med arbete bland hemlösa samt på Erikshjälpen. Tillsammans med Tidningen Dagen har han instiftat Utbult-stipendiet, vilket utdelas årligen till en musiker som ännu inte fått sitt genomslag.
Efter att ha varit bosatt många år i Uddevalla återflyttade han till Öckerö 2017.

### Politiker
Utbult blev medlem i Folkpartiet liberalerna 2005. Inför riksdagsvalet 2006 drev Utbult en personvalskampanj för att komma in i riksdagen.[källa behövs] Han stod på tredje plats på partiets lista i Västra Götalands läns valkrets och blev andre ersättare. I Europaparlamentsvalet i juni 2009 stod han på åttonde plats på Folkpartiets riksomfattande lista.
I augusti 2009 lämnade han Folkpartiet för Kristdemokraterna, och blev i riksdagsvalet 2010 invald efter en personvalskampanj.
I riksdagen är han ledamot i kulturutskottet sedan 2015 (dessförinnan suppleant i utskottet sedan 2010). Han var ledamot i civilutskottet 2013–2014 och socialförsäkringsutskottet 2014–2015. Han är eller har varit suppleant i bland annat EU-nämnden, försvarsutskottet, miljö- och jordbruksutskottet, socialutskottet, trafikutskottet och Nordiska rådets svenska delegation.
Utbult har blivit uppmärksammad för att ha sjungit i flera debatter i riksdagen, bland annat ”Elsas visa” om en vanvårdad flicka som fick upprättelse.

## Diskografi
- 1975  Roland Utbult - LP/MC  (Nyutgivning på CD 1995)
- 1977  Solklart - LP/MC  (Nyutgivning på CD 1995)
- 1978  Sten Tuff - Singel
- 1979  Du är musiken - LP/MC
- 1982  Kom och se - LP
- 1982  På din sida - LP/MC
- 1984  Till vår Gud - LP/MC  (Nyutgivning på CD 1993)
- 1986  Ansikte mot Gud - LP/MC  (Nyutgivning på CD 1997)
- 1988  Den första kärleken - LP/CD/MC
- 1991  En sång inom mig - CD/MC Samlingsalbum
- 1993  Längtan - CD/MC
- 1994  Sjung sjung Halleluja - CD/MC
- 1995  Stilla natt, heliga natt - CD/MC Julskiva
- 1996  Se dig om - CD/MC
- 1998  Milstolpar - CD-box (3 CD)
- 2003  Längtan till havet - Singel
- 2003  Små nycklar - CD
- 2006  Så skimrande var aldrig havet - CD-singel
- 2007  Milstolpar 2 - CD-box (3 CD)
- 2009  Roland Utbults bästa
- 2018  KD-Låten - Spotify
- 2020  I Jesu armar, tillsammans med Evelina Gard (Spotify)[10]
- 2022  Vi är redo

## Böcker
- 1985  Jim
- 1994  Horisont
- 2000  Milstolpar - notbok  (Alla 50 sångerna från CD-boxen med samma namn)
- 2009  Milstolpar 2 - notbok  (Alla 50 sångerna från CD-boxen med samma namn)